# 太中银铁路
太中银铁路，铁路系统称太中线、定银线，起自山西省太原市，向西至宁夏回族自治区的中卫市和银川市，是连接中国大陆东西部的一条重要铁路通道。2006年5月开工，2011年1月11日全线通车。

## 概况
全长944公里，分为太原至中卫的正线（长752公里）及定边县至银川的联络线（长192公里）两部分，铁路跨越山西省西南部、陕西省北部、宁夏回族自治区中北部地区，经过23个县、市、区，并跨越黄河三次。其中太原南站至定边为双线铁路，定边至中卫、定边至银川为单线，预留双线条件，全线电气化。全线共有新建车站37个，隧道159座，其中最长隧道为20800米的吕梁山隧道。太中银铁路设计时速为160公里，预留200公里。

## 与其他铁路线的连接
- 太原：同蒲铁路、石太铁路
- 绥德：神延铁路（包西铁路）
- 中卫：包兰铁路、宝中铁路
- 银川：包兰铁路